# 量子力学的宇宙学诠释
量子力学的宇宙学诠释是量子力学的一种诠释，由宇宙学家安东尼·阿吉雷与马克斯·泰格马克提出。
阿吉雷与泰格马克指出，在宇宙永恒暴胀的前提下，无限三维空间将包含无限多的行星以及任意量子系统的无限多的复本。根据宇宙学诠释，一个量子系统的波函数并非描述了包含这一系统所有可能性的某一假想集合，而是描述了在我们所处的无限空间中，该系统的所有复本的实际空间的总和。在这一诠释下，波函数并不会坍缩。同时，量子不确定性则来源于观察者无法定位自己究竟处于系统的哪一复本之中。
宇宙学家亚历山大·维连金亦支持量子力学的宇宙学诠释，认为该诠释厘清了量子力学的基础。